# Mungyeong
Mungyeong (del coreano: 문경), oficialmente Ciudad de Mungyeong (en coreano: 문경시, Mungyeong-si), es una ciudad en la provincia de Gyeongsang del Norte al suroeste de la república de Corea del Sur. Está ubicada al sur de Seúl a unos 160 km. Su área es de 911.73 km² y su población total es de 80 000 (2010).

## Administración
La ciudad de Mungyeong se divide en 5 distritos (dong), 7 condados (myeon) y 2 villas (eup).

## Geografía
La ciudad se extiende 37 km de norte a sur y 40 de oeste a este y tiene forma de triángulo rectángulo. La ciudad se encuentra en la frontera entre las provincias de Gyeongsang del Norte de Chungcheong del Norte. La topografía de Mungyeong está dominado por montañas, que forma el límite entre las provincias de Gyeongsang del Norte y Chungcheong del Norte. El punto más alto de la ciudad se encuentra a 1161 metros sobre el nivel del mar en el pico Munsu. El terreno es cortado por numerosos valles, que descienden desde las cumbres. Millones de años de erosión han creado los espectaculares acantilados y escarpes en muchas áreas, algunas de las cuales se han convertido en las principales atracciones para el turismo local.

## Demografía
La población de Mungyeong está cayendo, a medida que más gente se aleja a los grandes centros urbanos como Daegu y Seúl. El nacimiento desequilibrado y las tasas de mortalidad también juegan un papel. A partir de 2003, la ciudad registró 1.6 nacimientos por día, pero las muertes fueron de 2.3. Esto probablemente refleja la tendencia desproporcionada de que se alejan a los jóvenes en edad de procrear. Aunque la ciudad está perdiendo población en general, sigue existiendo una considerable expansión de la construcción en el casco urbano.
La inmensa mayoría de la gente Mungyeong (aproximadamente 99.7%) son de origen étnico coreano.

## Clima
La temperatura anual ronda los 11C, con una precipitación de 1300 mm.
| Parámetros climáticos promedio de Mungyeong (1981−2010) | Parámetros climáticos promedio de Mungyeong (1981−2010) | Parámetros climáticos promedio de Mungyeong (1981−2010) | Parámetros climáticos promedio de Mungyeong (1981−2010) | Parámetros climáticos promedio de Mungyeong (1981−2010) | Parámetros climáticos promedio de Mungyeong (1981−2010) | Parámetros climáticos promedio de Mungyeong (1981−2010) | Parámetros climáticos promedio de Mungyeong (1981−2010) | Parámetros climáticos promedio de Mungyeong (1981−2010) | Parámetros climáticos promedio de Mungyeong (1981−2010) | Parámetros climáticos promedio de Mungyeong (1981−2010) | Parámetros climáticos promedio de Mungyeong (1981−2010) | Parámetros climáticos promedio de Mungyeong (1981−2010) | Parámetros climáticos promedio de Mungyeong (1981−2010) |
| Mes                                                     | Ene.                                                    | Feb.                                                    | Mar.                                                    | Abr.                                                    | May.                                                    | Jun.                                                    | Jul.                                                    | Ago.                                                    | Sep.                                                    | Oct.                                                    | Nov.                                                    | Dic.                                                    | Anual                                                   |
| ------------------------------------------------------- | ------------------------------------------------------- | ------------------------------------------------------- | ------------------------------------------------------- | ------------------------------------------------------- | ------------------------------------------------------- | ------------------------------------------------------- | ------------------------------------------------------- | ------------------------------------------------------- | ------------------------------------------------------- | ------------------------------------------------------- | ------------------------------------------------------- | ------------------------------------------------------- | ------------------------------------------------------- |
| Temp. máx. media (°C)                                   | 3.0                                                     | 5.9                                                     | 11.5                                                    | 19.1                                                    | 23.9                                                    | 27.1                                                    | 28.6                                                    | 29.3                                                    | 25.3                                                    | 20.0                                                    | 12.3                                                    | 5.6                                                     | 17.6                                                    |
| Temp. media (°C)                                        | −2.0                                                    | 0.4                                                     | 5.5                                                     | 12.3                                                    | 17.2                                                    | 21.2                                                    | 23.8                                                    | 24.3                                                    | 19.3                                                    | 13.1                                                    | 6.2                                                     | 0.3                                                     | 11.8                                                    |
| Temp. mín. media (°C)                                   | −6.6                                                    | −4.7                                                    | −0.2                                                    | 5.4                                                     | 10.6                                                    | 15.8                                                    | 20.0                                                    | 20.3                                                    | 14.5                                                    | 7.2                                                     | 0.9                                                     | −4.5                                                    | 6.6                                                     |
| Precipitación total (mm)                                | 22.8                                                    | 29.2                                                    | 48.6                                                    | 76.6                                                    | 106.1                                                   | 163.2                                                   | 308.7                                                   | 263.7                                                   | 141.4                                                   | 41.4                                                    | 38.3                                                    | 20.0                                                    | 1259.8                                                  |
| Días de precipitaciones (≥ 0.1 mm)                      | 5.7                                                     | 6.2                                                     | 7.6                                                     | 7.5                                                     | 8.2                                                     | 9.5                                                     | 15.1                                                    | 13.7                                                    | 8.7                                                     | 5.4                                                     | 6.9                                                     | 5.7                                                     | 100.2                                                   |
| Horas de sol                                            | 175.4                                                   | 178.8                                                   | 203.8                                                   | 235.3                                                   | 251.7                                                   | 217.4                                                   | 166.4                                                   | 188.1                                                   | 187.2                                                   | 214.9                                                   | 170.7                                                   | 167.3                                                   | 2356.2                                                  |
| Humedad relativa (%)                                    | 57.5                                                    | 55.9                                                    | 56.3                                                    | 53.2                                                    | 61.0                                                    | 69.3                                                    | 79.4                                                    | 78.7                                                    | 75.4                                                    | 68.5                                                    | 63.6                                                    | 59.7                                                    | 64.9                                                    |
| Fuente: Korea Meteorological Administration             |                                                         |                                                         |                                                         |                                                         |                                                         |                                                         |                                                         |                                                         |                                                         |                                                         |                                                         |                                                         |                                                         |

## Economía
La economía de Mungyeong durante gran parte del siglo XX se basó en la minería del carbón. Sin embargo, estas minas fueron cerradas en la década de 1980, y desde entonces el gobierno municipal se ha centrado en el desarrollo del turismo, la agricultura y la industria ligera en la región.
Debido a su condición montañosa, la mayoría de las tierras de Mungyeong (aproximadamente el 75%) son aptas para la agricultura. Sin embargo, el sector agrícola sigue desempeñando un papel importante en la economía local.
El gobierno local ha establecido diversas instituciones para promover el desarrollo agrícola e industrial, incluidos los "complejos agroindustriales" que se encuentra alrededor de los distritos rurales. Estos esfuerzos han tenido algún éxito, como por ejemplo la superficie de cultivo huerto se expandió significativamente en la década de 1990.

## Transporte
El automóvil es el medio de transporte preferido para la mayoría de los residentes. La propiedad de automóviles es muy alta, con un total de 21.687 automóviles, según las estadísticas locales. Sin embargo, debido a la densidad de la población de la ciudad baja, la congestión del tráfico. Las carreteras nacionales la conectan con sus vecinas cercanas y distantes. Las necesidades públicas de la ciudad de tránsito son principalmente cubiertas por autobuses. Debido a que el tráfico de pasajeros baja, la mayoría de los autobuses interurbanos que pasan por la ciudad de Mungyeong también pasan por Sangju. Mungyeong también es movida por trenes de pasajeros y no hay aeropuertos dentro de la zona de Mungyeong.

## Religión
Como en otras partes de Corea del Sur, coexiste el cristianismo con el budismo y el chamanismo coreano, y un gran segmento de la población no profesa ninguna creencia religiosa. Las glesias se pueden encontrar en cualquier comunidad importante dentro de Mungyeong. El área alrededor de la Montaña Joryeong contiene numerosos lugares de importancia para los chamanes.

## Deportes
No hay equipos de deportes profesionales en Mungyeong, pero el atletismo es muy popular.

## Medios de comunicación
La mayoría de los periódicos disponibles se imprimen en Seúl, aunque también circulan los periódicos provinciales. El periodismo local, por lo tanto, se limita principalmente a los periódicos locales de semana como el Rodong Saejae. En los últimos años, la televisión por cable y el servicio de alta velocidad a Internet se ha generalizado en la ciudad.

## Ciudades hermanas
- Distrito Gwangjin, Seúl